# Kirsten Aune
Kirsten Aune (19 aprile 1945) è un'ex sciatrice alpina norvegese.

## Biografia
Sciatrice polivalente, Kirsten Aune debuttò in campo internazionale in occasione dello slalom speciale del Critérium de la première neige 1963 (Val-d'Isère, 11-14 dicembre), dove si classificò 36ª, ma gareggiò principalmente in ambito nazionale, conquistando quattro titolo norvegesi; fece la sua ultima apparizione agonistica ai Campionati norvegesi 1967 (Voss, 25-26 febbraio), dove vinse la medaglia di bronzo nello slalom gigante e nella combinata. Non prese parte a rassegne olimpiche o iridate e non debuttò in Coppa del Mondo.

## Palmarès

### Campionati norvegesi
- 13 medaglie[senza fonte]:
  - 4 ori (discesa libera nel 1963; slalom gigante nel 1964; discesa libera, combinata nel 1965)[3]
  - 2 argenti (discesa libera nel 1962; slalom speciale nel 1965)
  -  7 bronzi (slalom gigante nel 1963; discesa libera nel 1964; discesa libera, slalom speciale, combinata nel 1966[senza fonte]; slalom gigante, combinata nel 1967[1])